# Jupiter Ace
Jupiter Cantab Jupiter Ace (Jupiter Ace) је кућни рачунар фирме Jupiter Cantab који је почео да се производи у Уједињеном Краљевству током 1983. године.
Користио је Zilog Z80A микропроцесорску јединицу а RAM меморија рачунара је имала капацитет од 3 kb (до 51 kb). 

## Детаљни подаци
Детаљнији подаци о рачунару Jupiter Ace су дати у табели испод.
|                       |                                                     |
| [ 1 ]                 |                                                     |
| Произвођач            |                                                     |
| Тип                   | кућни рачунар                                       |
| Меморија              | 3 (до 51 )                                          |
| Поријекло             | Уједињено Краљевство                                |
| Година                | 1983                                                |
| Тастатура             | QWERTY, chicklet тастатура, 40 тастера, auto-repeat |
| Процесор              |                                                     |
| Фреквенција процесора | 3,25                                                |
| RAM                   | 3 (до 51 )                                          |
| ROM                   | 8                                                   |
| Текст                 | 32 стубова x 24 линија                              |
| Графика               | 64 x 48                                             |
| Боја                  | једна боја                                          |
| Звук                  | унутрашњи мали звучник                              |
| Димензије             | 21,8(ширина) x 19,2(дубина) x 3,2(висина) cm. / 246 g |
| Портови               |                                                     |
| Оперативни систем     | [[]]                                                |